# Seoul Sports Complex
Der Seoul Sports Complex, auch Jamsil Sports Complex, umfasste das Olympiastadion, die Jamsil-Sporthalle, die Jamsil-Schwimmhalle, die Boxhalle und das Jamsil Baseballstadion und bildete damit das Zentrum der Olympischen Sommerspiele 1988. Er liegt im Bezirk Songpa-gu der südkoreanischen Hauptstadt Seoul, in der Nachbarschaft Jamsil-dong.

## Lage
Der Seoul Sports Complex liegt im Bezirk Songpa-gu, rund dreizehn Kilometer südöstlich des Zentrums der südkoreanischen Hauptstadt. Der gesamte Komplex umfasst 591.000 Quadratmeter, von denen 295.000 bebaut wurden. Das Gelände ist über verschiedene Wege an das Seouler Verkehrsnetz angeschlossen. Der Olimpic Expressway, der das Areal mit dem Flughafen Gimpo und dem Stadtzentrum verbindet, grenzt an den Komplex, zu dem ein Parkplatz für 10.000 Fahrzeuge gehört. Hinzu kommen Bus- und U-Bahn-Verbindungen. Im Norden grenzt die Anlage an den Fluss Hangang. In der Nähe des Seoul Sports Complex lagen das olympische Dorf, der Olympic Park und das olympische Pressezentrum.

## Geschichte
Der Seoul Sports Complex wurde bereits geplant, bevor über die Olympiabewerbung nachgedacht wurde. Im Januar 1973 wurden von der Stadtregierung Seouls 330.508 Quadratmeter für den Bau eines Sportkomplexes, der internationale Standards erfüllt, vorgesehen. Diese Planung stand im Zusammenhang mit einem generellen Entwicklungsprogramm für die Seouler Nachbarschaft Jamsil-dong. Sie sahen vor, dass ein Stadion und zwei Turnhallen errichtet werden sollten. Als erstes wurde eine Schulsporthalle errichtet, die Schulen der Umgebung als Halle für den Sportunterricht diente. Der Bau dauerte von November 1972 bis zum 31. Dezember 1976. Dem Premierminister wurde am 28. September 1976 ein Report zum Plan der Bauarbeiten vorgelegt. Am 5. Oktober folgte die Zustimmung des Präsidenten, was die Einsetzung eines Büros zur Überwachung und Ausführung der Arbeiten durch die Stadtregierung am 1. November ermöglichte. Am 1. Dezember 1976 wurde mit dem Bau der Jamsil Turnhalle begonnen. Am 28. November 1977 begann dann der Bau des späteren Olympiastadions und der Schwimmhalle. Die Sporthalle wurde am 18. April 1979 fertiggestellt. Schließlich wurde ab April 1980 das Baseballstadion errichtet. Am 20. Dezember 1980 wurden die Bauarbeiten an der Schwimmhalle beendet. Am 15. Juli 1982 folgte die Fertigstellung des Baseballstadions, am 29. September 1984 die des Olympiastadions.

## Bebauung und Nutzung bei den Olympischen Spielen

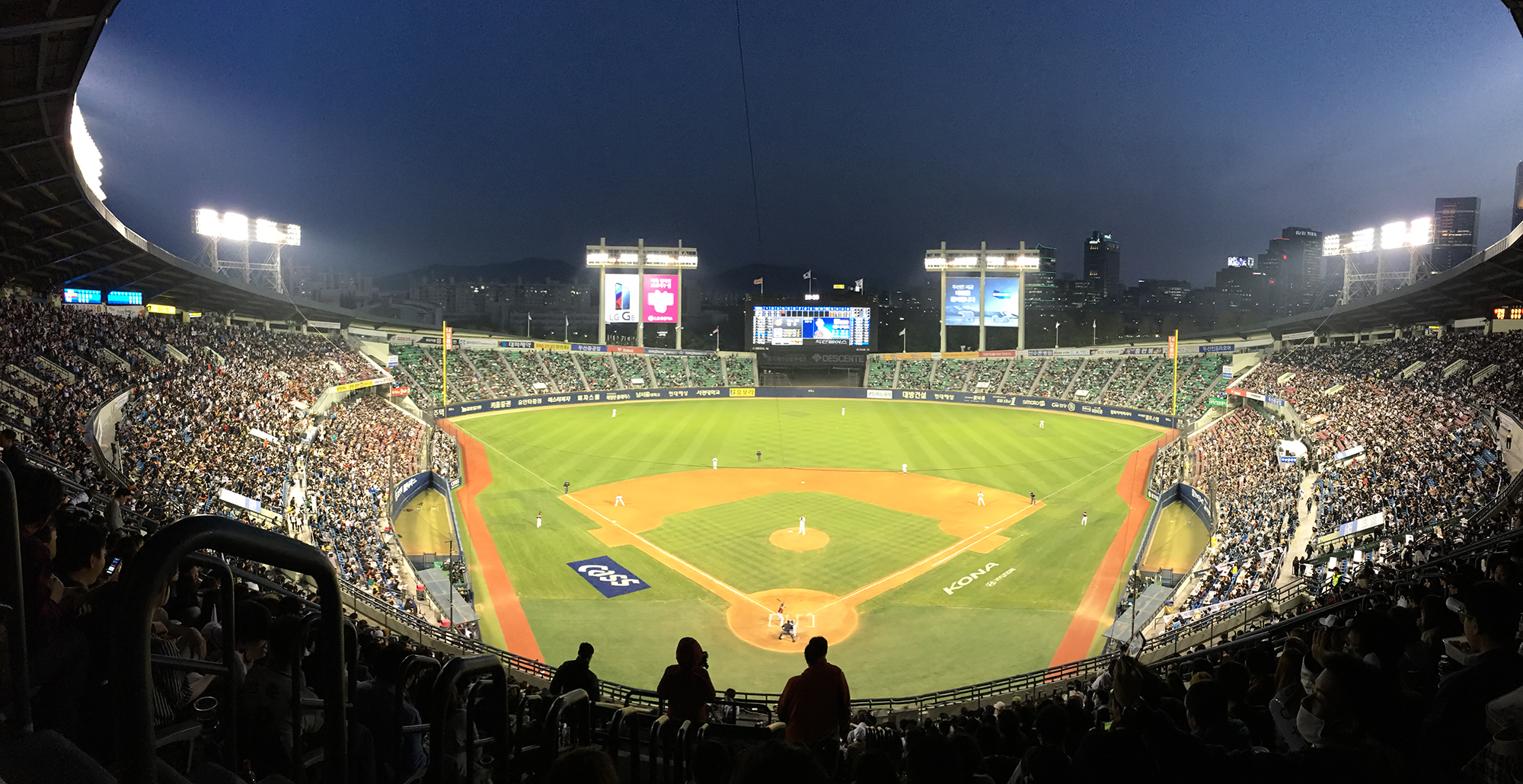
Baseballstadion im Seoul Sports Complex

Teil des Seoul Sports Complex ist das von Kom Swoo-geun entworfene Olympiastadion. Es ist der Form einer Porzellan-Vase aus der Joseon-Dynastie nachempfunden. Im Stadion finden 100.000 Zuschauer Platz. Es war Schauplatz der Eröffnungs- und Schlussfeier. Zudem fanden dort die Leichtathletik-Wettbewerbe sowie das Fußball-Finale und das Springreiten statt. In der Jamsil-Sporthalle wurden die Basketball-Turniere ausgetragen. Das Dach der Jamsil-Sporthalle symbolisierte eine in den Himmel führende Treppe. Die Jamsil-Schwimmhalle bietet 8000 Zuschauern Platz. Während der Olympischen Spiele wurden in ihr die Wettbewerbe im Synchronschwimmen, Wasserspringen und das Wasserpolo-Turnier ausgetragen. Das Aussehen des Jamsil-Baseballstadions ist der Form eines koreanischen Schlaginstruments, dem Janggu, nachempfunden. Das Stadion fasst 30.500 Zuschauer und war Austragungsort des olympischen Baseballturniers.
Der Seoul Sports Complex umfasst neben diesen olympischen Sportstätten zudem eine weitere Sporthalle, die für das Training und von Schulen genutzt wird.